# La journée (est encore jeune)
La journée (est encore jeune) est une émission de radio quotidienne québécoise diffusée en direct du lundi au vendredi sur les ondes d'ICI Radio-Canada Première depuis le 5 septembre 2022. L'émission est animée par Jean-Philippe Wauthier et Olivier Niquet, avec des apparitions occasionnelles de Jean-Sébastien Girard. Elle est enregistrée sans public dans les studios de la nouvelle Maison de Radio-Canada.

## Concept
La journée (est encore jeune) se distingue en tant qu'émission radiophonique quotidienne adoptant une approche satirique et humoristique de l'actualité. Le programme offre un regard mordant et divertissant sur les événements d'actualité récents grâce à un ton humoristique.
Une caractéristique distinctive de l'émission réside dans sa diffusion en deux temps  au cours de la même journée. Après sa première diffusion à 13 h 6, l'émission est de nouveau diffusée à 20 h 30, avec l'ajout d'un prologue de 6 minutes, enregistré pendant le bulletin de nouvelles de 13 h.
La journée (est encore jeune) aspire à offrir une expérience radiophonique à la fois informative et divertissante, tout en préservant l'essence distinctive de La soirée est (encore) jeune. L'émission cherche ainsi à attirer un large éventail d'auditeurs, incluant les fidèles adeptes ainsi que ceux en quête d'un contenu d'actualité novateur et humoristique.

## Historique
À l'origine de l'émission La journée (est encore jeune), on retrouve feu l'émission La soirée est (encore) jeune. Lorsque celle-ci est retirée de la programmation d'ICI Radio-Canada Première le 8 mai 2022, Radio-Canada annonce le 1er juin 2022 le lancement d'une nouvelle émission quotidienne axée sur l'actualité et animée par Jean-Philippe Wauthier.
Cette nouvelle émission prend le nom de La journée (est encore jeune). Olivier Niquet assume le rôle de chroniqueur. Cependant, en raison de ses engagements multiples, Jean-Sébastien Girard ne peut être présent de façon régulière, faisant des apparitions sporadiques. En plus de son rôle dans La journée est (encore jeune), il anime également une nouvelle émission radio humoristique sur les ondes d’ICI Première, intitulée Jeannot BBQ, et poursuit une tournée au Québec avec son spectacle comique Un garçon pas comme les autres. La première diffusion de l'émission a lieu le 5 septembre 2022.
En février 2023, à l'occasion de la Nuit Blanche de Montréal, l'équipe de l'émission enregistre un épisode spécial d'une heure à la Nouvelle Maison de Radio-Canada. Cette émission s'inscrit dans le cadre de l'événement intitulé La Virée nocturne à la Maison de Radio-Canada, lequel vise à permettre au grand public de découvrir les nouveaux studios de la Nouvelle Maison de Radio-Canada. L'invitée d'honneur lors de cette émission spéciale sera la chanteuse Marjo, et les chroniqueurs présents seront Suzie Bouchard, Paul Houde, Vanessa Destiné, Pierre Brassard, Simon Duchesne, et Tyler Rourke.
Lors de la diffusion de la dernière émission régulière le 26 mai 2023, aucune mention n'est faite quant au renouvellement de l'émission pour une seconde saison. Cependant, le 19 juin 2023, l'équipe de l'émission officialise finalement la reconduction pour une nouvelle saison via ses canaux de médias sociaux. Cette annonce est effectuée par le premier ministre du Canada, Justin Trudeau en présence de Jean-Philippe Wauthier.
En octobre 2023, pour célébrer le 90e anniversaire de CBJ-FM, l'équipe de l'émission La Journée enregistre deux émissions en direct de Saguenay, avec la participation de personnalités régionales telles que le chanteur Gab Bouchard, la ministre des Affaires municipales Andrée Laforest, et l'ancien homme politique péquiste Stéphane Bédard. La mairesse de Saguenay Julie Dufour était prévue, mais s'est désistée à la dernière minute. C'est l'ancienne mairesse Josée Néron qui prendra sa place. Les animateurs et chroniqueurs feront quelques boutades à ce sujet.
En novembre 2023, un segment de l'émission a déclenché une enquête de l'Organisme d'autoréglementation du courtage immobilier du Québec sur le courtier immobilier Mathieu Arsenault. Olivier Niquet l'a qualifié de « la pire personne de la journée ». Cette attention médiatique a poussé l'organisme à ouvrir une enquête sur les pratiques professionnelles d'Arseneault, révélant ses méthodes de promotion controversées, notamment des vidéos sur les réseaux sociaux où il distribue de l'argent à des individus pour s'autopromouvoir. Cette affaire a entraîné des audiences disciplinaires pour déterminer si les actions d'Arseneault étaient contraires à l'éthique professionnelle, soulignant l'influence des médias sur le secteur immobilier et la réglementation professionnelle.
Le 11 juillet 2024, Radio-Canada annonce sur ses réseaux sociaux que l'émission, initialement diffusée exclusivement en audio sur les ondes d'ICI Première et sur l'application OHdio, sera désormais captée pour la télévision. L'émission sera d'abord diffusée sur ICI TOU.TV à 18 h 30, puis sur ICI ARTV à 23 h. Avec cette annonce, Radio-Canada confirme également le retour de l'émission pour une troisième saison.
Au mois de mars 2025, les réseaux sociaux de l'émission annoncent que Jean-Philippe Wauthier prend une pause indéterminée en raison d'un épuisement professionnel. Jean-Sébastien Girard le remplace à la barre de l'émission.
Lors de l'épisode diffusé le 23 mai 2025, Jean-Sébastien Girard annonce officiellement que La journée (est encore jeune) sera reconduite pour une quatrième saison.

## Animation

### Présentateurs
- Jean-Philippe Wauthier
- Olivier Niquet
- Jean-Sébastien Girard[1]

### Collaborateurs
- Anne-Élisabeth Bossé
- Charles Beauchesne
- Claire Samson
- Catherine Perrin
- David Thibodeau
- Dominic Tardif
- Gabrielle Côté
- Hugo Dumas
- Josée Boileau
- Julien Poirier-Malo
- Kim Lévesque-Lizotte
- Léa Clermont-Dion
- Louis T.
- Louise Beaudoin
- Marc Cassivi
- Marie-Louise Arsenault
- Monique Jérôme-Forget
- Nathalie Petrowski
- Paul Houde
- Paul Journet
- Philippe-Audrey Larrue Saint-Jacques
- Pierre Brassard
- Pierre Moreau
- Régis Labeaume
- Rebecca Makonnen
- Robert Lepage
- Rosalie Vaillancourt
- Simon Duchesne
- Simon Roy-Martel
- Sophie Bienvenu
- Suzie Bouchard
- Stéphane Bédard
- Tyler Rourke
- Vanessa Destiné
- Véronique Prince
- Xavier Boisrond
- Xavier Watso

## Segments
- Allô bobo
- Ça brasse!
- Des chiffres et des Houde
- Docteure Doonie
- Il y aura toujours Émilie Perreault
- Jeannot 360 sur le 220 en 3D
- Julien Poirier-Malo 24/7
- La chronique de Tyler et Simon
- La grande vadrouille à Petrowski
- La pire personne de la journée
- La revue de presse de Jean-Sébastien
- La question du jour
- L’horoscope
- Laser MP3-45
- Le Ciné-club
- Le club des (s)ex
- Le combat des wokes
- Le prologue
- Le téléphone rouge
- Les arts et spectacles avec Hugo Dumas
- Les carnets d'Olivier
- Les grandes enquêtes avec Gabrielle Côté
- Les jeudis j’hais
- Les méchants mardis de Suzie
- Les petites annonces
- Les suggestions week-end de Pierre Brassard
- Les vox pop de Tyler et Simon
- Mais où se cache le tout petit Jeannot?
- Moins on est de fous, moins on lit
- Olivier Niquet 24/7
- Olivier Niquet 24/7 hors-série
- Pas besoin d'être stone, mais faites-moi confiance
- Paul ou Josée
- Qui a le droit?

## Audiences
À l'automne 2022, La journée est encore jeune consolide sa position en tant qu'une des émissions les plus écoutées de la région métropolitaine de Montréal, se hissant à la 8e position. Elle enregistre une part d'écoute de 19,9 % lors de sa diffusion en semaine à 13 h.
Au printemps 2023, La journée est encore jeune s'est positionnée à la 9e place parmi les 10 émissions les plus écoutées dans la région métropolitaine de Montréal, avec une part d'audience trimestrielle de 17,8%.
À l'automne 2023, La journée est encore jeune maintient sa position parmi les émissions les plus populaires de la région métropolitaine de Montréal, se classant au 10e rang. Elle enregistre une part d'écoute de 17,8 % lors de sa diffusion en semaine.

## Controverse

### La disparition de l'épisode du 19 octobre 2022
Le 19 octobre 2022, un épisode de La journée est encore jeune est diffusé à 13 h 6 comme à l'accoutumée. Parmi les invités figuraient l'humoriste Suzie Bouchard, le duo humoristique Simon et Tyler, et l'entrepreneur Mitch Garber. Cependant, à 16 h 30, heure à laquelle l'épisode est normalement rendu disponible sur la plateforme OHdio, il est manquant.
À 20 h 30, au lieu de présenter, comme c'est habituellement le cas, l'épisode de 13 h 6 accompagné du prologue, ICI Radio-Canada Première opte pour une rediffusion d'un épisode de la semaine précédente. Toute référence à l'épisode du 19 octobre 2022 est supprimée des réseaux sociaux de l'émission.
Sur la plateforme Reddit ainsi que dans le groupe Facebook La Soirée Est (Encore) Jeune: LE POOL, plusieurs membres spéculent sur la possibilité que le retrait de l'épisode soit lié au vox pop de Simon Duchesne et Tyler Rourke. La station de radio émet un communiqué dans la journée indiquant que, malgré leurs efforts, l'épisode ne sera pas disponible en rattrapage.
Le 24 octobre 2022, en ouverture de l'émission, Jean-Philippe Wauthier aborde la controverse en déclarant que la raison du retrait de l'épisode est liée au fait que deux conversations issues du vox pop de Tyler et Simon avaient été diffusées sans le consentement des personnes interrogées.

### L'affaire Pénélope McQuade
Le 10 décembre 2022, l'animatrice Pénélope McQuade publie sur le réseau social Facebook un message dans lequel elle avoue publiquement sa frustration et son sentiment d'humiliation chaque fois que La journée (est encore jeune) diffuse un extrait de son émission.

« Les entendre c’est comme un sentiment de cour d’école où la gang cool rit de l’oral de français que la pas cool a fait avant le lunch. 
On est-tu obligé de revivre ça à 52 ans ? Me semble c’est long de niaisage dans une vie. 
Me sens comme de la marde chaque fois. 
Et pendant ce temps, les vrais cons sont bien tranquilles. Ils rient même peut-être. 
Sûrement. »

— Pénélope McQuade, Facebook
À la suite de cette publication, Jean-Philippe Wauthier et d'autres membres de l'émission la contactent. Elle met ensuite à jour sa publication pour exprimer son respect envers le travail de l'équipe de La journée est encore jeune, mais exprime son désaccord sur ce qui amuse le public. Elle conclut son message en écrivant « À SUIVRE ». Elle ne fera aucun suivi de cet incident par la suite.

### Avertissement de l'ombudsman
En juin 2023, l'ombudsman de Radio-Canada, Pierre Champoux, publie son rapport annuel, dans lequel il adresse un avertissement implicite aux deux chaînes de diffusion de Radio-Canada, ICI Télé et ICI Première.
Il exhorte les responsables de ces médias à exercer une vigilance accrue et à éviter les confusions de genre dans les émissions d'actualités qui intègrent des éléments humoristiques, surtout lorsqu'ils abordent des sujets débattus à l'antenne. À titre d'exemple, il cite deux émissions: La journée est encore jeune et Tout peut arriver.
Champoux explique que cet avertissement vise à garantir que le public comprenne clairement que ces segments ont une visée humoristique et ne relèvent pas du journalisme, tout en préservant la crédibilité des professionnels de l'information.
Lors de la diffusion du premier épisode de l'émission, Jean-Philippe Wauthier reviendra sur cet avertissement en disant, sur un ton sarcastique, que si les auditeurs veulent s'informer à Radio-Canada, c'est leur émission qu'ils doivent écouter. Olivier Niquet ajoute avec humour que tout ce qui est dit à l'émission est vrai, sauf à quelques occasions. Wauthier clôturera cette boutade en plaisantant que la tâche de discerner le vrai du faux revient aux auditeurs eux-mêmes.
Depuis cet avertissement, chaque épisode de la deuxième saison débute systématiquement par la formule : « Il est 13 h 6 et vous écoutez la seule source… », suivie d'un gag. Cette mise en scène est devenue une caractéristique récurrente de l'émission à partir de ce point.

## Prix et nominations

### Olivier

#### Nominations
- 2024 : 25e Gala Les Olivier, nomination dans la catégorie « Capsule ou sketch radio humoristique de l'année », Le combat des Wokes : Édition vacances, Suzie Bouchard et Vanessa Destiné[25]

#### Prix
- 2025 : 26e Gala Les Olivier, vainqueur dans la catégorie « Capsule ou sketch radio humoristique de l'année ». L'histoire de Jésus, Simon Duchesne et Tyler Rourke[26]